# Strong Business School
A Strong Business School, anteriormente Escola Superior de Administração e Gestão STRONG ou ESAGS , é uma instituição privada que pertence ao Centro de Ensino Superior Strong (CESS). 
Segundo o IGC (Índice Geral de Cursos), divulgado pelo MEC, a ESAGS é a melhor faculdade privada do Grande ABC, ocupando a faixa 4 com 334 pontos.
A instituição oferece cinco cursos de bacharelado: Administração, Ciências Econômicas (são certificados pela Fundação Getúlio Vargas), Ciências Contábeis, Publicidade e Propaganda e Direito.

## Parcerias Internacionais
Escola é parceira de importantes universidades internacionais localizadas nos Estados Unidos, Canadá, Portugal, Itália e Angola para oferta de cursos de idiomas, extensão e um módulo internacional.

## Cursos Gratuitos
A Strong é uma das 200 melhores instituições de ensino do mundo a integrar o consórcio OpenCourseWare (OCW), movimento idealizado pelo Massachussets Institute of Technology (MIT) com o objetivo de oferecer de forma gratuita conteúdos didáticos pela web.

## Infraestrutura
As Bibliotecas são automatizadas e utilizam o software Sophia Biblioteca, que controla todas as operações relativas ao acervo como aquisição, catalogação, empréstimo e consulta ao banco de dados.